# アイドルマスター ミリオンライブ! (門司雪の漫画)
『アイドルマスター ミリオンライブ!』は、ソーシャルゲーム『アイドルマスター ミリオンライブ!』の漫画化作品。小学館の雑誌『ゲッサン』に2014年8月号から2016年10月号まで連載された。作者は門司雪、原作はバンダイナムコエンターテインメント。
連載誌名から『ゲッサンミリオン』『ゲッサン』と呼ばれることが多い。

## 概要
ライブイベント「THE IDOLM@STER MILLION LIVE! 1stLIVE HAPPY☆PERFORM@NCE!!」にて『ゲッサン』での連載が、『アイドルマスター ミリオンライブ! バックステージ』の『まんが4コマぱれっと』連載と共に発表された。元々は単行本2巻ほどの予定であったが、好評であったため5巻完結となった。作者の門司雪にとって初の連載作品である。

## ストーリー
春日未来、最上静香、伊吹翼の3人メインにアイドル活動を通しての成長、すれ違い、夢と現実の違いによる苦しみが描かれる。

### 1巻
中学2年生の未来は、部活の雑用をしていたところ、ダンスを練習する静香と出会う。チケットを渡され、765プロライブシアターに行き、静香のステージを見たところアイドルの楽しさに気づき、自分もアイドルになる。静香の「私達二人」の言葉で初ステージを期待いっぱいで待っていた未来だったが、「私達」は静香と翼のことで、未来は入っていなかった、そんなことにはめげず、未来は友達のステージを心いっぱい楽しみにするが、静香は過労でステージに立てなくなってしまう。未来が代役となるが、静香の努力を見ていたため、立つことを嫌がる。そんな時、静香のメールが背中を押す。

### 2巻
ステージは大成功を収め、未来に感謝の手紙を書く静香。しかし仲間の言葉や学園祭のステージに未来が出ることで悔しさが募っていき、すれ違う2人。静香と仲直りするためには静香をステージに立たせればいい、そう思った未来は、初ステージの給料で静香に学園祭のステージをオファーするも、やり方が悪く気づかれず。そんな中迎えた学園祭、心配した仲間の箱崎星梨花、望月杏奈、馬場このみが様子を見に行くことになる。3人ははぐれ、星梨花、杏奈がステージに立つことになってしまう、このみは模擬店でうどんを茹でる静香にたどり着き、給料の件を伝える。未来の真意に気づいた静香はステージに立つ。学園祭の優勝は杏奈に決まり、静香と未来は仲直りすることが出来た。

### 3巻
先輩アイドルのバックダンサーオーディションに参加するアイドル達。そんな中、翼は憧れの先輩・星井美希がいることで張り切るも、協調性のない翼はバックダンサーには似合わないと落とされてしまう。コーラスを探していたジュリア、真壁瑞希と翼がコーラスになるも、翼は相変わらずで、ジュリアとはウマが合わない。瑞希の言葉で翼と向き合うと、翼の持ち味に気づくジュリア。翼メインの曲を書き上げ、本番で初披露、翼のステージは大成功も、ジュリアでのバックコーラスは上手くいかず、憧れの美希にはコーラスが上手に出来るようになったらバックダンサーになってもいいよ告げられ、何かをつかむ翼。

### 4巻
未来はCDデビューを果たし、アイドルとして人間として一歩成長。3人はおそろいの衣装をもらい、ユニット活動で胸が膨らむも、衣装は他のみんなも貰っておりユニットはおあずけに。アイドルフェス向けの新ユニットで静香、翼、未来はバラバラになり、未来はソロ活動でフェスに参加せず、未来と静香は翼を入れた3人でユニットを約束する。翼は同じユニットとなった熱血の高山紗代子が原因でサボらず練習、未来はサインを考える、静香はメンバーと衝突しながらも確実に成長と、3人はすれ違っていく。未来はCDの手渡しイベントで、ファンとの交流を通し、自分のアイドル道を見つけ始めていく。フェス当日、未来は遊園地でのライブのため2人のステージを見ることは叶わず、ライブは自分達を知らない子供達とお年寄りが観客という、完全アウェー状態であった。同じくフェスもアウェー、ギターなしのジュリアは完全に緊張してしまうが、メンバーの翼がかけた言葉で吹っ切れる。おとなしく自己紹介させてくれない、曲を聞いてくれない子供たちに苦労する未来達であったが、未来が自分の好きなアイドル、Jupiterしか聞かない子供を見つけ、ステージは好転していく。子供と一緒にJupiterの曲を歌う、人気アニメの主題歌を歌うと観客と一緒にステージを作っていく、同じ時翼もファンと一緒にステージを作っていった。ぽつりぽつりと嵐の予感、そして静香達のステージが始まる。

### 5巻
強まる雨の中、静香達は歌を歌い、踊りを踊りステージを続けていく、そして最後の曲を迎える、噛み合いきらなかった5人は一つとなり、ステージの上で溢れ出す。雨が上がり、静香の顔には雨と汗、やりとげた笑みが溢れていた。写真となった静香は話題を呼び、表紙を飾ることに。
3人のユニットがついに形を見せ始める。デモ曲、ユニット名の相談と進んでいくが、フェスでの成功から静香は大型新人コンテストにノミネート、アイドルは受験までと決められていた静香は夢のため、参加を決める。しかしその間、劇場での仕事は出来ず、3人のユニットは白紙に。美希に言われて言葉からセンターに指名された翼はそれを未来に譲る。静香はというと、ライバルだらけと劇場と違う環境、仕事仕事で仲間と過ごせない日々が続く中、コンテスト決勝で武道館に立つことが決まる。未来は見えるところに仲間のいないセンターの重圧から練習の成果が出ない。
そんな未来のために、仲間の横山奈緒は2人を会わせる。「行かないで欲しかった」涙ながらに思いの吐き出す未来、アイドルを続けていれば今じゃなくても武道館に立てるチャンスはあると。静香は受験までにアイドルを辞めると今まで黙っていたことを告げる。時間があるのは未来だけだと。納得できない未来は静香を問いただす。「アイドルやめたくない、未来と一緒にアイドルやりたい」泣きながら告げ、抱きしめあう2人だった。今年最後の公演となり、クリスマス公演、静香は武道館で、未来達は劇場で時を待つ。ライバルからひとりぼっちだとプレッシャーを受ける静香、円陣を組む劇場の仲間、そして幕が上がる。2つの場所で1曲目が終わり、2曲目に行くことに、同じ曲「君との明日を願うから」が流れる。劇場のスクリーンには武道館の静香が、武道館のスクリーンには翼と未来が映る、2つの会場が同時中継されたのだ。この曲は3人ユニットのデモ曲であった、そして武道館の静香は一人でなかった。そして未来はトップアイドルになる約束をプロデューサーと交わす。
全てが終わり、劇場の屋上でバーベキューをするアイドル達。静香は父親にアイドルを続けることを話し合うと決める。そして3人が劇場でライブをするところで物語が終わる。

## 登場人物
未来、静香、翼が物語の主軸で、他のキャラクターはあまり物語にかかわらない。アニメ版『アイドルマスター』の後のような世界設定で、アニメ版に登場したレッスントレーナーが登場する。しかし明確な繋がりがあるわけではない。ゲーム版との繋がりも同様である。

### メインキャラクター
春日 未来（かすが みらい）
声 - 山崎はるか
おバカキャラで表情豊か、牛乳が好き。本作では静香と同じ学校に通っており、ゲームの服装が学校の制服になっている。アイドルの興味は元々あまりなく、知っているのは有名な男性アイドル程度。
最上 静香（もがみ しずか）
声 - 田所あずさ
アイドルに憧れているが、家族の支持が得られず、受験までと決められているため焦っている。志保、星梨花、茜、麗花とのユニットではリーダーを務める。
伊吹 翼（いぶき つばさ）
声 - Machico
天才肌だが、やる気に問題があり、楽しいことが大好きで何かつかむとどんどん伸びる。

### シアター所属アイドル
馬場 このみ（ばば このみ）
声 - 高橋未奈美
背が低く大人と思ってもらえず、未来にはこどもと思われた。頼れるお姉さんで、未来と静香の仲直りのために未来達の学園祭に変装し潜入、仲直りさせることが出来た。
北沢 志保（きたざわ しほ）
声 - 雨宮天
負けず嫌いで馴れ合いが嫌いな性格。協調性はなくストイック。特別な才能があるわけではない。負けず嫌いが静香にも影響を与え、未来との不仲の原因となった。
箱崎 星梨花（はこざき せりか）
声 - 麻倉もも
ユニットの中では最年少なので、体力などパフォーマンス力はまだまだ。静香と仲がいい。
北上 麗花（きたかみ れいか）
声 - 平山笑美
激しいダンスを踊っても息が切れない、しなやかなダンスと並外れた力を持っている。変わり者でズケズケ言ってくる。
野々原 茜（ののはら あかね）
声 - 小笠原早紀
お調子者だが実力がある。静香と志保の衝突で、場の雰囲気を保つことに苦労する。
ジュリア
声 - 愛美
元々はアイドル志望ではなく歌手志望であったため、アイドル活動に対して少々抵抗がある。レッスンを真面目に受けない翼に不満を持つも、翼を理解することで乗り越える。
宮尾 美也（みやお みや）
声 - 桐谷蝶々
のんびり屋のアイドル。ヒロイン総選挙にて所恵美と同率2位に輝き、特別編〈2〉でメインを飾った。掃除の知恵で活躍した。
所 恵美（ところ めぐみ）
声 - 藤井ゆきよ
雑誌でモデルをやっていた為アイドルに疎い未来も知っていた。仲間思いの性格でハキハキしている。特別編〈2〉にも登場。
徳川 まつり（とくがわ まつり）
声 - 諏訪彩花
ステージ以外のオフでも素の姿を見せない、どんな時もアイドルである事を意識している。ヒロイン総選挙5位で特別編〈2〉ではびしょ濡れで帰ってきたアイドルに対して珍しく素の怒りの表情を浮かべた。
真壁 瑞希（まかべ みずき）
声 - 阿部里果
ショートカットのアイドルで、感情を表すのが苦手。読者企画のヒロイン総選挙でヒロインとなり、瑞希が主役の特別編が描かれた。勝負事が好き。
横山 奈緒（よこやま なお）
声 - 渡部優衣
食いしん坊で大阪出身のアイドル。未来が静香との関係で泣き出した時なだめる、センターが出来なくて悩んでいた未来を静香の元に連れて行く等登場の多いサブキャラクター。
田中 琴葉（たなか ことは）
声 - 種田梨沙

島原 エレナ（しまばら えれな）
声 - 角元明日香

永吉 昴（ながよし すばる）
声 - 斉藤佑圭

望月 杏奈（もちづき あんな）
声 - 夏川椎菜

高山 紗代子（たかやま さよこ）
声 - 駒形友梨

七尾 百合子（ななお ゆりこ）
声 - 伊藤美来

周防 桃子（すおう ももこ）
声 - 渡部恵子

### 先輩アイドル
天海 春香（あまみ はるか）
テレビに出るなど忙しいアイドル。第1話のみに登場。劇場で転んだところ、未来に誘われ一緒に公演を観に行くことに。春香は同じ事務所なので、未来に合わせる形で未来のチケットで観に行った。ステージのトークで失敗した静香を観客席から助ける。

#### その他の登場人物
プロデューサー
静香達アイドルのプロデューサー。裏方の役割なので登場は多くない。顔の一部が黒塗りになっているが、最後に明らかになる。武道館と劇場の中継を実現させる、出来るプロデューサー。男性。
早坂 そら（はやさか そら）
女性カメラマン。ゲーム版とは違い劇場とは関係がない、静香の写真を取った。20話とEXTRASTORYに登場。EXTRASTORYで取った写真は第五巻初回限定版に付属する特別冊子の表紙となっている。
灰島
新人アイドルコンテスト企画の女性プロデューサー。仲間を蹴落としてでも輝けと、静香に言う。どんな時でも輝くアイドルを探しており、それは一人の力でなくてもよい。漫画オリジナルキャラクター。5巻に登場。
門倉
静香と同じコンテストに出たアイドル。漫画オリジナルキャラクター。

## 欄外企画
『ゲッサン』掲載ページの欄外にキャラクター紹介が載っており、公式Twitterとの連動企画でアイドル達への質問を募り、採用された質問とその答えが掲載された。単行本未収録、また2014年11月号は作者のミリオンラジオレポート漫画が掲載され、キャラクター紹介はなかった。

## ヒロイン総選挙
ゲッサンにて行われた読者投票企画。投票によって上位に選ばれたキャラクターが特別編のヒロインとして漫画に登場した。また、結果発表に合わせた描かれたカラーイラストはタペストリーとして誌上販売が行われた。

## ドラマCD
単行本特別版にCDが付属。ドラマパートのほか、アイドルマスターシリーズのカバー曲などを収録。
第1巻特別版
ボイスドラマの出演は未来・静香・翼・奈緒・琴葉・エレナ・昴。カバー曲は静香が歌う『蒼い鳥』と、未来・静香が歌う『GO MY WAY!!』を収録。
第2巻特別版
ボイスドラマの出演は未来・静香・星梨花・杏奈・このみ。カバー曲は未来が歌う『キミはメロディ』と、杏奈・星梨花が歌う『ビジョナリー』を収録。
第3巻特別版
ボイスドラマの出演は翼・ジュリア・瑞希。新曲は翼が作中で歌う『アイル』、カバー曲は翼・ジュリア・瑞希が歌う『my song』を収録。
第4巻特別版
ドラマパートの収録はなし。新曲は静香・麗花・志保・茜・星梨花が歌う『Flooding』、カバー曲は翼・ジュリア・紗代子・百合子・瑞希が歌う『Vault That Borderline!』を収録。
第5巻特別版
ドラマパートの収録はなし。新曲は未来・静香・翼が歌う『君との明日を願うから』、カバー曲は瑞希・恵美・美也・桃子・まつりが歌う『私はアイドル♡』を収録。

## 書籍情報
- 門司雪（漫画）、バンダイナムコゲームス（原作） 『アイドルマスター ミリオンライブ！』 小学館〈ゲッサン少年サンデーコミックススペシャル〉全5巻
  1. 2015年3月17日発行（同年3月12日発売[5]）、通常版 ISBN 978-4-09-125760-4 / 特別版 ISBN 978-4-09-159203-3
収録話数：第1話 - 第5話
  2. 2015年8月17日発行（同年8月12日発売[6]）、通常版 ISBN 978-4-09-126286-8 / 特別版 ISBN 978-4-09-159213-2
収録話数：第6話 - 第10話
  3. 2016年1月17日発行（同年1月12日発売[7]）、通常版 ISBN 978-4-09-126739-9 / 特別版 ISBN 978-4-09-159221-7
収録話数：第11話 - 第14話、番外編1・2
  4. 2016年7月17日発行（同年7月12日発売[8]）、通常版 ISBN 978-4-09-127365-9 / 特別版 ISBN 978-4-09-159235-4
収録話数：第15話 - 第19話
  5. 2016年12月17日発行（同年12月12日発売、通常版 ISBN 978-4-09-127471-7 / 特別版 ISBN 978-4-09-941884-7
収録話数：第20話 - 最終話